# 勐省镇
勐省镇（佤语：Gaeng Saeng:943），是中华人民共和国云南省临沧市沧源佤族自治县下辖的一个镇。勐省一词由傣语音译，“勐”为坝子，“省”为荨麻，意为“荨麻坝”（即勐省坝）。镇政府驻勐省村，陆距沧源县城54.2千米。勐省农场建于1958年，现隶属云南省农垦总局。乡境内有沧源崖画的八处遗迹。

## 历史沿革
1945年，沧源设治局实行废区划乡成立勐省乡，后改为镇。1954年成立勐省区，驻糯良，辖境包括今勐省、糯良、勐来三个乡镇。1958年在勐省区内成立类似乡级单位勐省农场。1968年在人民公社化运动中改置为勐省公社，次年更名九大公社。1971年复名勐省公社，同时糯良公社从中分出。1984年改回勐省区，1988年撤区建镇成立勐省镇。

## 地理
勐省镇位于沧源县东北部，北与耿马县的贺派乡和四排山乡接壤，从东到西顺时针依次与岩帅镇、单甲乡、糯良乡、勐来乡为邻。勐省镇总面积200.4平方千米，2010年普查总人口23,530人，居民以佤族为主，其次是汉族和傣族，佤族占总人口的84.36%，汉族占10.54%。镇内主要坝子是勐省坝，山脉主要有满坎山、大岩子等，地势西高东低，属湖相沉积中切中山宽谷盆地地貌，最高点为满坎村与糯良乡怕拍村交界处（2,097米），最低点为南碧河与拉勐河交界处（932米）。主要河流有拉勐河、贺勐河（此二河汇合后称勐省河）、挡怕河、小黑江、南碧河等，属澜沧江水系，挡怕河与小黑江是沧源县和耿马县的县界。气候上属亚热带季风气候，坝区气候炎热，立体气候显著，年均气温21.9℃，年均降水1270.5毫米。勐省镇2011年的森林覆盖率为38.5%。有一座年产80吨的煤矿。

## 行政区划
勐省镇下辖以下地区：
勐省村、回珠村、满坎村、芒阳村、永壤村、下班奈村、和平村和农克村。
位于勐省镇境内的类似乡级单位勐省农场由乡级机构勐省农场管理委员会管理，辖三个社区，不计入勐省镇行政区划名单。

## 经济
勐省镇经济以农业为主，2011年农民人均纯收入4,244元。2011年，勐省镇粮食种植面积1.86万亩，年产6,141吨；甘蔗面积5.61万亩，其他作物还有油菜、茶叶等，乡内有一座精制茶厂——勐省农场下属的石佛洞茶厂。畜牧业方面，2011年末生猪和其他大牲畜共存栏24,978头。2011年政府财政收入392万元。

## 基础设施
勐省镇内有小学12所，初中1所，在校学生共2,422人。医疗方面有卫生院2所、村卫生室8个，共有病床32张，专业卫生人员54人。交通方面S314省道小沧公路在勐省进入沧源，因此该公路也有“勐沧公路”的称呼，其他有乡村公路27条共111.52千米，其中水泥路面1条共1.85千米，砂石路面19条共82.7千米，拥有一个客运站，此外规划中的瑞孟高速计划在勐省设立一个互通立交。市政设施建有自来水厂两座，日供水2,000吨；有35千伏度电站一座，主变压器2台，总容量1.15万千伏安。